# Manuel Bernardo Aguirre
Manuel Bernardo Aguirre Samaniego (* 20. August 1908 in Baborigame, Bundesstaat Chihuahua; † 4. April 1999 ebenda) war ein mexikanischer Ingenieur und Politiker der Partido Revolucionario Institucional (PRI), der zwischen 1970 und 1974 Minister für Landwirtschaft und Ernährung SAF (Secretarío de Agricultura y Fomento) in der Regierung von Präsident Gustavo Díaz Ordaz sowie dessen Nachfolger Luis Echeverría Álvarez sowie von 1974 bis 1980 Gouverneur des Bundesstaates Chihuahua war.

## Leben

### Bürgermeister, Abgeordneter und Senator
Manuel Aguirre begann seine politische Laufbahn in der PRI, als er 1942 als Vertreter der Nationalen Konföderation der Volksorganisationen CNOP (confederación nacional de organizaciones populares) Mitglied des Nationalen Lenkungsausschusses der Partei wurde. Danach war er von 1943 bis 1944 Vorsitzender des Lenkungsausschusses der PRI im Bundesstaat Chihuahua, ehe er in der Kommunalpolitik als Nachfolger von  Alberto de la Peña zwischen Januar 1947 und Dezember 1949 Bürgermeister (Presidente Municipal) von Chihuahua war. Im Anschluss war er zehn Jahre lang bis 1959 Leiter des Bundesschatzamtes (Oficina Federal de Hacienda) in Ciudad Juárez.
Er war zwischen 1961 und 1964 während der 45. Legislaturperiode Mitglied des Abgeordnetenhauses (Cámara de Diputados) gewählt, dem Unterhaus des Kongresses der Union (Congreso de la Unión), und dann von 1964 bis 1970 während der 46. und 47. Legislaturperiode zum Mitglied des Senats (Senado de México), dem Oberhaus des Kongresses. Zugleich fungierte er zwischen 1962 und 1964 als Sekretär für politische Aktionen im Nationalen Exekutivausschuss der PRI.

### Minister und Gouverneur von Chihuahua
Als Nachfolger von Juan Gil Preciado wurde Aguirre 1970 von Präsident Gustavo Díaz Ordaz zum Minister für Landwirtschaft und Ernährung (Secretarío de Agricultura y Fomento) ernannt. Dieses Amt bekleidete er auch im Kabinett des Nachfolgers von Díaz Ordaz, Luis Echeverría Álvarez, vom 1. Dezember 1970 bis zu seinem Rücktritt am 4. Oktober 1974. Sein Nachfolger wurde Óscar Brauer Herrera.
1973 wurde er von der Partido Revolucionario Institucional (PRI) zum Kandidaten für die Wahl zum Gouverneur des Bundesstaates Chihuahua aufgestellt. Bei den Wahlen vom 7. Juli 1974 wurde er mit 135.524 Stimmen (96,4 Prozent) zum Gouverneur gewählt. Daneben erhielt er als gleichzeitiger Kandidat der Partido Auténtico de la Revolución Mexicana (PARM) weitere 757 (0,5 Prozent), während auf den registrierten einzigen Gegenkandidaten Jesús Luján Gutiérrez von der Partido Popular Socialista (PPS) lediglich 4165 Wählerstimmen (3 Prozent) entfielen. Die Partido Acción Nacional (PAN) hatte keinen Kandidaten für die Gouverneurswahl aufgestellt. Nach seinem Rücktritt als Minister trat er dieses Amt als Nachfolger von Oscar Flores Sánchez am 4. Oktober 1974 an und übte es bis zu seiner Ablösung durch Óscar Ornelas am 4. Oktober 1980 aus.